# Шімура Тацумі
Шімура Тацумі (志村立美, 17 лютого 1907 — 4 травня 1980) — японський художник та ілюстратор. Справжнє ім'я — Сентаро (仙太郎).
Народився в місті Такасакі, префектура Ґунма, у сім'ї власника ломбарду. Пізніше переїхав до Йокогами. Навчався на курсах дизайну середньої технічної школи Канаґава, але у 1924-ому році кинув навчання і став учнем Ямакава Шюхо. Отримавши рекомендацію від Ямакава, Шімура починає працювати ілюстратором. Деякі роботи для компанії Канеда Шьотен (金田商店) були виконані в стилі шін-ханґа.
Шімура виставляє свої картини в місцевих асоціаціях, очолюваних Кабураґі Кійоката, Шінсуй Іто та Ямакава Шюхо. Також малював фронтиспіси для книг (наприклад, роману Хасеґава Кайтаро), а також для різних журналів, серед яких «Друг домогосподарки» (主婦の友, Шюфу но томо) та «Жіночий світ» (婦女界, Фуджьо-кай).
В останні роки життя Шімура повертається до більш традиційного японського живопису. У 1976-му році став головою Японської асоціації видавців художників (日本出版美術家連盟).
Помер у віці 73 років у лікарні району Шінджюку, Токіо.